# Isarwinkler Tracht

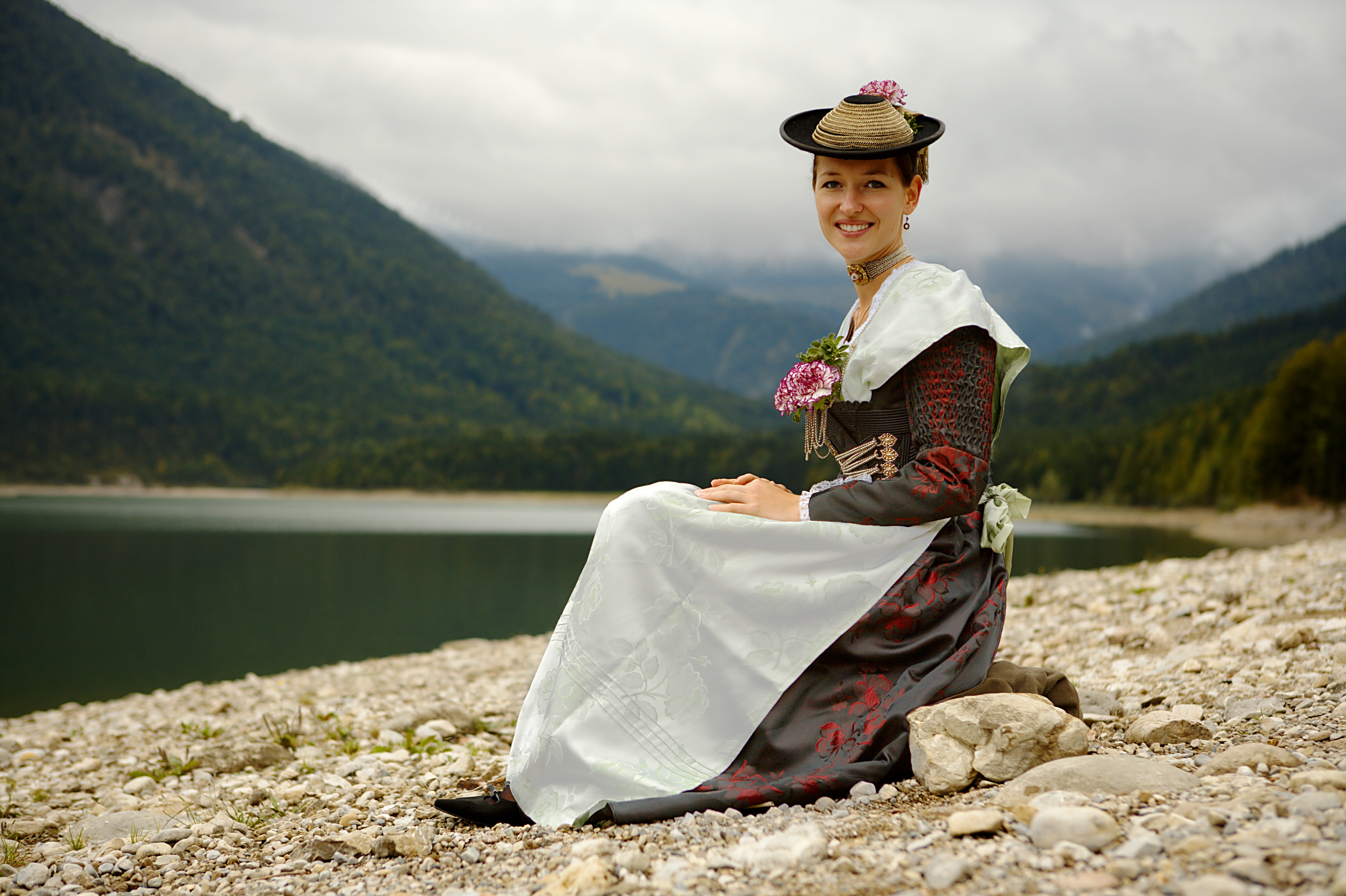
Isarwinkler Miedergewand

Die Isarwinkler Tracht ist eine Tracht in Bayern. Sie ist benannt nach dem Isarwinkel, einer oberbayerischen Region entlang der Isar in den Bayerischen Alpen zwischen Bad Tölz und der Landkreisgrenze 3 km östlich von Wallgau. Die Isarwinkler Tracht zählt zu den oberbayerischen Gebirgstrachten. Sie ist ähnlich wie die Miesbacher Tracht, unterscheidet sich aber von ihr in einigen markanten Punkten.
Bei den Frauen macht der grüne Velourshut mit kleinem Gamsbart den Unterschied aus. Dazu auch das „seidene Zeug“ mit dem Fransenschultertuch.
Bei den Männern ist es die grüne Joppe, die farblich von der grauen Miesbacher Variante abweicht.